# Prądocin (przystanek kolejowy)
Prądocin – przystanek kolejowy w Prądocinie, w województwie kujawsko-pomorskim, w Polsce.

## Historia
Otwarty w 1940 przystanek służył przewozom pasażerskim do rozkładu jazdy 1998/1999. Zatrzymywały się na nim 3 pary pociągów osobowych z Nowej Wsi Wielkiej do Bydgoszczy Głównej. Oprócz funkcji pasażerskiej Prądocin pełnił też rolę posterunku eksploatacyjnego (rozebrany budynek z kasą biletową i nastawnią sterującą semaforami świetlnymi), znajdował się w Wykazie Odległości Taryfowych z 1981 roku.
Od 2000 roku przystanek nie jest wykorzystany w ruchu regularnym. Zlikwidowany w 2017 roku w ramach rewitalizacji linii kolejowej nr 201 na odcinku Nowa Wieś Wielka – Maksymilianowo.